# Jesús Cuadrado Bausela
Jesús Cuadrado Bausela (Castroverde de Campos; 24 de diciembre de 1952) es un geógrafo y político español.
Licenciado en Geografía e Historia por la Universidad de Valladolid, ha desarrollado su actividad profesional como docente en centros de secundaria. Fue miembro del Partido Socialista Obrero Español (PSOE), siendo cabeza de lista por Zamora del PSOE en las elecciones a las Cortes de Castilla y León de 1995. Elegido procurador (y reelegido en 1999), ocupó el escaño hasta el 2000, cuando se presentó en las listas socialistas por la provincia de Zamora como diputado al Congreso. Desde entonces ha renovado su escaño en las sucesivas convocatorias electorales. Fue Portavoz de Defensa y de Agricultura del Grupo Parlamentario Socialista, e intervino activamente en el caso del Yak-42. Fue Secretario General del PSOE de Zamora y miembro del Comité Federal del PSOE. Actualmente reside en León, donde, hasta 2018, impartió clases de Geografía e Historia en un Instituto de Educación Secundaria. Ahora está jubilado. Publica colaboraciones en algunos medios de comunicación como El Español.
En el año 2020 abandona el PSOE y se incorpora a las filas de Ciudadanos de la mano de Inés Arrimadas junto a la exdiputada de Vox Malena Contestí y José Miguel Saval del Partido Popular.